# 細井浩志
細井浩志（ほそい ひろし、1963年―　）は、日本の歴史学者、活水女子大学教授。

## 来歴
千葉県生まれ。1987年九州大学文学部史学科卒、94年同大学院文学研究科博士後期課程単位取得退学。九州大学文学部助手、活水女子大学文学部講師、助教授、教授。2007年「古代の天文異変と史書」で九大文学博士。  

## 著書
- 『古代の天文異変と史書』吉川弘文館 2007 ISBN　9784642024624。オンデマンド版 2021年　ISBN　9784642724623
- 『日本史を学ぶための＜古代の暦＞入門』吉川弘文館、2014 ISBN　9784642082556

### 編著
- 『古代壱岐島の世界』編　高志書院 2012